# Myristica crassipes
Myristica crassipes är en tvåhjärtbladig växtart. Myristica crassipes ingår i släktet Myristica och familjen Myristicaceae.

## Underarter
Arten delas in i följande underarter:
- M. c. altemontana
- M. c. crassipes
- M. c. marronia